# Titularbistum Lavellum
Lavellum (ital.: Lavello) ist ein Titularbistum der römisch-katholischen Kirche.
Es geht zurück auf einen untergegangenen Bischofssitz in der Stadt Lavello, die in Lukanien, Süditalien liegt. Es gehörte der Kirchenprovinz Acerenza an
| Titularbischöfe von Lavellum |                       |                                 |                   |                |
| Nr.                          | Name                  | Amt                             | von               | bis            |
| 1                            | Antanas Louis Deksnys | Kurienbischof                   | 12. April 1969    | 5. Mai 1999    |
| 2                            | Adam Szal             | Weihbischof in Przemyśl (Polen) | 16. November 2000 | 30. April 2016 |
| 3                            | Robert Kasun          | Weihbischof in Toronto (Kanada) | 17. Juni 2016     |                |